# Comuna de Sarnaki
Sarnaki (polaco: Gmina Sarnaki) é uma gminy (comuna) na Polónia, na voivodia de Mazóvia e no condado de Łosicki. A sede do condado é a cidade de Sarnaki.
De acordo com os censos de 2004, a comuna tem 5302 habitantes, com uma densidade 26,9 hab/km².

## Área
Estende-se por uma área de 197,3 km², incluindo:
- área agricola: 54%
- área florestal: 39%

## Demografia
Dados de 30 de Junho 2004:
|                      | Total   | Total | Mulheres | Mulheres | Homens  | Homens |
| -------------------- | ------- | ----- | -------- | -------- | ------- | ------ |
|                      | pessoas | %     | pessoas  | %        | pessoas | %      |
| População            | 5302    | 100   | 2673     | 50,4     | 2629    | 49,6   |
| Densidade (pop./km²) | 26,9    | 100   | 13,5     | 13,5     | 13,3    | 13,3   |

De acordo com dados de 2002, o rendimento médio per capita ascendia a 1384,74 zł.

## Comunas vizinhas
- Konstantynów, Mielnik, Platerów, Siemiatycze, Stara Kornica